# Solomon Thomas
Solomon Christopher Thomas (Chicago, Illinois, 26 de agosto de 1995) más conocido como Solomon Thomas, es un jugador profesional estadounidense de fútbol americano que se desempeña en la posición de defensive end en New York Jets, equipo de la National Football League (NFL).

## Carrera
Fue seleccionado en la primera ronda en la Reunión Anual de Selección de Jugadores de la NFL de 2017. Hizo su debut profesional con el equipo San Francisco 49ers, en el cual jugó cuatro temporadas (2017-2021), después pasó a Las Vegas Raiders (2021-2022), luego a New York Jets, donde lleva jugando dos temporadas. El 21 de marzo del 2024, renovó su contrato.